# 斯米特爾 (密蘇里州)
斯米特爾（英語：Smittle）是位於美國密蘇里州賴特縣的非建制地區。

## 歷史
斯米特爾的郵局於1908年設立，其後於1915年停運。

## 地理
斯米特爾所處的海拔為高於海平面380米（即1247英呎），而該地所採用的時區為UTC-6，即北美中部時區（CST）。同時該地設有夏令時間，為UTC-6調快一小時，即UTC-5（CDT）。